# 유모 (영화)
유모는 1971년 공개된 대한민국의 영화이다.

## 배역
- 김지미
- 신성일
- 윤정희
- 김희라